# Алекс у країні чудес
«Алекс у країні чудес» (англ. Alex in Wonderland) — американський короткометражний комедійний мюзикл режисера Чарльза Райснера 1940 року.

## Сюжет
У цьому короткометражному мюзиклі Warner Bros., Алекс відвідує свою сестру Белінду та її чоловіка Фреда.

## У ролях
- Волтер Кетлетт — Фред
- Едді Фой молодший — Алекс Скарпіо
- Джейн Гілберт — Мелінда Свіннертон
- Естер Говард — Белінда
- Ендрю Томбс — містер Дж. Д. Свіннертон
- Джорджія Кейн — місіс Дж. Д. Свіннертон